# (3834) Zappafrank
(3834) Zappafrank (1980 JE) – planetoida z grupy pasa głównego asteroid okrążająca Słońce w ciągu 4,08 lat w średniej odległości 2,55 j.a. Została odkryta 11 maja 1980 roku w Kleť Observatory w pobliżu Czeskich Budziejowic przez Ladislava Brožka. Nazwa planetoidy została nadana na cześć Franka Zappy, amerykańskiego muzyka.